# Leo Nowak
Leopold Nowak (ur. 17 marca 1929 w Magdeburgu) – niemiecki duchowny rzymskokatolicki, w latach 1990–2004 ordynariusz Magdeburga (do 1994 jako administrator apostolski, następnie biskup diecezjalny). 

## Życiorys
Sakrament święceń przyjął 10 maja 1956, udzielił ich mu Friedrich Maria Rintelen, biskup pomocniczy Paderborn, faktycznie kierujący tą częścią archidiecezji, która po podziale Niemiec znalazła się w Niemieckiej Republice Demokratycznej. W 1973 struktury kościelne w obu państwach niemieckich zostały oddzielone, zaś Nowak wraz z całym duchowieństwem tej części NRD został inkardynowany do nowo powołanej administratury apostolskiej Magdeburga. 
12 lutego 1990 papież Jan Paweł II mianował go ordynariuszem administratury i zarazem biskupem tytularnym Cissy. Sakry udzielił mu 24 marca 1990 bp Johannes Braun, jego poprzednik na czele administratury. 27 czerwca 1994 papież podniósł administraturę do rangi diecezji, jednocześnie ustanawiając Nowaka pierwszym biskupem diecezjalnym. Uroczysty ingres odbył się 9 października 1994 roku. 17 marca 2004 osiągnął biskupi wiek emerytalny (75 lat) i odszedł ze stanowiska. Od tego czasu pozostaje biskupem seniorem diecezji.

## Odznaczenia
- Order Zasługi Saksonii-Anhaltu (2015)[1]